# 五行 (文献)
『五行』（ごこう、ごぎょう、拼音: wǔxíng）または『五行篇』は、中国戦国時代の子思学派の文献。長らく散佚していたが、馬王堆漢墓（紀元前168年埋葬、1973年発見）と郭店楚墓（紀元前300年頃埋葬、1993年発見）から発見された。

## 概要
2つの版の関係については議論が続いている。馬王堆は帛書（馬王堆帛書）だったのに対し、郭店は竹簡（郭店楚簡）だった。「経」（本文）と「説」（本文の注釈・解説）からなる構成は双方とも共通している。この「経・説」は伝世文献の墨弁などにも見られる。
本書のいう「五行」は「木火土金水」の五行説ではなく、「五常」に近い「仁義礼智聖」を指すが、五行説との関連を指摘する学者もいる。儒家の『中庸』『大学』（『礼記』の篇）などと関連する内容であるが、馬王堆帛書では『老子』甲本と同じ巻に記されている。
伝世文献においては、『荀子』非十二子篇で、荀子が敵対する思孟学派（子思と孟子の学派）を非難する際に、「五行」説という邪説をといた学派として非難している。この箇所では「五行」説の内容が説明されておらず、長らく謎の学説だったが、『五行』が発見されると解明が進み、龐樸や杜維明ら多くの学者に注目された。

## 関連文献
- 齋木哲郎『五行・九主・明君・徳聖 《老子》甲本巻後古佚書』東方書店〈馬王堆出土文献訳注叢書〉、2007年、ISBN 9784497207135
- 末永高康『性善説の誕生 先秦儒家思想史の一断面』創文社〈東洋学叢書〉、2015年、ISBN 9784423192719
- 西信康『郭店楚簡『五行』と伝世文献』北海道大学出版会〈北海道大学大学院文学研究科研究叢書〉、2014年、ISBN 9784832967991